# Red Lake
Red Lake é uma Região censo-designada localizada no estado americano de Minnesota, no Condado de Beltrami.

## Demografia
Segundo o censo americano de 2000, a sua população era de 1430 habitantes.

## Geografia
De acordo com o United States Census Bureau tem uma área de
34,7 km², dos quais 33,6 km² cobertos por terra e 1,1 km² cobertos por água. Red Lake localiza-se a aproximadamente 409 m acima do nível do mar.

## Localidades na vizinhança
O diagrama seguinte representa as localidades num raio de 36 km ao redor de Red Lake.